# Das Avocado-Baby
Das Avocado-Baby (englischer Originaltitel Avocado Baby) ist ein Bilderbuch des britischen Kinderbuchautors und Illustrators John Burningham, das 1982 beim Verlag Jonathan Cape veröffentlicht wurde. Die deutsche Erstausgabe erschien 1982 beim Verlag Sauerländer.

## Inhalt
Herr und Frau Gantenbein (im englischen Original Hargraves) und ihre beiden Kinder sind eine nette Familie, aber alle vier sind schmächtig und etwas klapprig geraten. Als die Mutter schwanger ist, wünschen sich alle ein großes und starkes Baby. Dieses wächst zwar nach seiner Geburt heran, aber es ist leider so schwächlich wie der Rest der Familie, insbesondere weil es für die Nahrungsaufnahme nur sehr schwer zu begeistern ist.
Wie die Avocado in die Obstschale gekommen ist, weiß niemand, aber als die Mutter dem Baby daraus einen Brei macht, wird dieser ratzeputz aufgegessen. Das Baby erhält daher ab sofort jeden Tag eine Avocado und entwickelt plötzlich Superkräfte: Es kann das Auto bei Startproblemen anschieben, mühelos das Klavier ins obere Stockwerk tragen und eines Nachts gar einen Einbrecher mit dem Besen vertreiben. Und als zwei Raufbolde die beiden älteren Geschwister im Park bedrohen, steigt das Baby einfach aus seinem Kinderwagen und wirft die beiden Unholde in den Teich. Jeden Tag isst das Baby mit Genuss eine Avocado und wird dadurch noch um vieles stärker.

## Rezeption
Helen Jones schreibt in ihrer Buchrezension: „Mit lebendigen Illustrationen und witzigem Text begeistert Das Avocado-Baby seit der Erstauflage 1982 junge Leser samt ihren Eltern. Der vielfach ausgezeichnete Autor und Illustrator erkundet die Probleme von kleinen wählerischen Essern und was ein übermenschliches Baby so anstellen kann. […] Burningham sagte einmal, er schreibe nicht für Kinder, sondern für Menschen; diese Geschichte kann man immer wieder lesen.“ Die Zeitschrift Book Links schreibt in ihrer Buchbesprechung: „Der Triumph der Schwachen, die Überlegenheit des Kindes über die Eltern und Burninghams schräger Humor machen dieses Buch zum Liebling von jungen Lesern. Obwohl es vergriffen ist, lohnt sich ein Besuch in einer gut sortierten Bibliothek.“ Weniger euphorisch zeigt sich Kristi Thomas Beavin im School Library Journal: „Die Idee ist witzig, aber die Erzählung ist so schlaff wie eine schwache Sitcom und endet mit einem Babyabenteuer, das weder ein Höhepunkt noch besonders interessant ist. Die Illustrationen, die dem Ganzen den nötigen Schwung verleihen könnten, sind stattdessen einfallslos und sogar nachlässig. […] Burningham-Fans sollten wohl eher bei Mr. Gumpy bleiben.“

## Referenzen
Das Avocado-Baby ist in dem literarischen Nachschlagewerk 1001 Kinder- und Jugendbücher – Lies uns, bevor Du erwachsen bist! für die Altersstufe 3+ Jahre enthalten.

## Ausgaben
- Avocado Baby. Jonathan Cape, UK 1982 (englisch, librarything.com).
- Das Avocado-Baby. Sauerländer, 1982.[1]